# Asliddin Habibullojew
Asliddin Hajrullojewicz Habibullojew, tadż. Аслиддин Ҳайруллоевич Ҳабибуллоев, ros. Аслиддин Хайруллоевич Хабибуллоев, Asliddin Chajrułłojewicz Chabibułłojew (ur. 5 marca 1971, Tadżycka SRR) – tadżycki piłkarz, grający na pozycji bramkarza, trener piłkarski.

## Kariera piłkarska

### Kariera klubowa
W 1994 rozpoczął karierę piłkarską w klubie Wachsz Kurgonteppa. W 1999 bronił barw Warzobu Duszanbe. W 2000 wyjechał do Uzbekistanu, gdzie został piłkarzem Semurgu Angren, ale po pół roku wrócił do Wachszu Kurgonteppa. W 2004 przez pół roku występował w zespole Regar-TadAZ Tursunzoda, po czym wrócił do klubu z Kurgonteppy. W 2008 roku zakończył karierę piłkarza.

### Kariera reprezentacyjna
W 1999 debiutował w reprezentacji Tadżykistanu, w której do 2006 roku rozegrał 26 meczów.

## Kariera trenerska
Po zakończeniu kariery piłkarza rozpoczął pracę szkoleniowca. W 2008 został mianowany na stanowisko głównego trenera Wachszu Kurgonteppa, którym kierował do 2011. W 2013 roku został zaproszony do sztabu szkoleniowego narodowej reprezentacji Tadżykistanu. Potem prowadził Hudża Karimow Gozimalik. Od 15 stycznia 2014 pomaga trenować bramkarzy Istiklolu Duszanbe.

## Sukcesy i odznaczenia

### Sukcesy piłkarskie
Wachsz Kurgonteppa
- finalista Pucharu Prezydenta AFC: 2006
- mistrz Tadżykistanu: 1997, 2005
- wicemistrz Tadżykistanu: 2004
- brązowy medalista mistrzostw Tadżykistanu: 2006, 2007
- zdobywca Pucharu Tadżykistanu: 1997, 2003
- finalista Pucharu Tadżykistanu: 2002, 2005

Warzob Duszanbe
- mistrz Tadżykistanu: 1999
- zdobywca Pucharu Tadżykistanu: 1999

reprezentacja Tadżykistanu
- zdobywca AFC Challenge Cup: 2006

### Sukcesy trenerskie
Wachsz Kurgonteppa
- mistrz Tadżykistanu: 2009
- brązowy medalista mistrzostw Tadżykistanu: 2010

### Sukcesy indywidualne
- najlepszy piłkarz roku w Tadżykistanie: 2003
- najlepszy bramkarz roku w Tadżykistanie: 2003, 2004, 2006

### Odznaczenia
- tytuł Mistrza Sportu ZSRR
- tytuł Zasłużonego Trenera Tadżykistanu